# Isaac Strauss
Pour les articles homonymes, voir Strauss.
Emmanuel Israel, devenu en 1808 Isaac Strauss, né à Strasbourg le 2 juin 1806 et mort à Paris le 9 août 1888, est un violoniste, chef d'orchestre, compositeur et collectionneur français du XIXe siècle.
Il est arrière-grand-père de Claude Lévi-Strauss, ainsi qu'un ancêtre d'Emmanuel Todd.

## Biographie
Venu en 1827 à Paris, il entre au Conservatoire dans la classe de violon de Pierre Baillot, puis fait partie pendant quinze ans de l'orchestre du Théâtre-Italien. Il se fait alors une spécialité de l'organisation et de la direction des orchestres dans les fêtes publiques ou privées. 
En 1844, le Ministre du Commerce le nomme chef d'orchestre des Salons du Casino de Vichy. Il s'y installe et l'architecte Hugues Batillat lui construit la « Villa Strauss » située au 3 place Joseph Alleti (c'est dans cette demeure que séjourne Napoléon III, à l'occasion de deux cures, en 1862 et 1863). Il compose un important répertoire de danses, dont plusieurs sur des airs d'Offenbach. Directeur des bals de Napoléon III jusqu'en 1869, il prend la succession en 1854 de Philippe Musard à la tête des célèbres bals de l'Opéra. Diriger les 150 instrumentistes du bal de l'Opéra, plein de feu et d'entrain, contribue à augmenter considérablement sa popularité auprès du public. 
Il disparaît de la scène en 1872 et consacre alors ses loisirs à sillonner l'Europe à la recherche de pièces de mobilier, d'objets liturgiques et de manuscrits hébraïques, dont il finit par amasser une quantité considérable. Sa collection est présentée à l'Exposition universelle de 1878.
Isaac Strauss meurt à son domicile, 44, rue de la Chaussée-d'Antin, dans sa quatre-vingt-troisième année.

## Collection Isaac Strauss
Après la mort d’Isaac Strauss, sa collection est rachetée par la baronne Charlotte Nathaniel de Rothschild en 1890, puis léguée au Musée de Cluny. Transférée plus tard au Musée d'art et d'histoire du judaïsme où elle se trouve désormais, elle en constitue l'une des collections les plus importantes.

### Source
- Le Monde illustré, no 1838, 18 août 1888, p. 112 ; texte sur Gallica